# Baron Clermont
Baron Clermont war ein erblicher britischer Adelstitel, der dreimal in der Peerage of Ireland und einmal in der Peerage of Great Britain verliehen wurde.

## Verleihungen
Erstmals wurde am 26. Mai 1770 der Titel Baron Clermont, of Clermont in the County of Louth, für den Unterhausabgeordneten William Fortescue geschaffen. Am 23. Juli 1776 wurde ihm der gleiche Titel erneut verliehen, zusammen mit dem Titel Viscount Clermont, of Clermont in the County of Louth, sowie mit dem besonderen Vermerk, dass diese beiden Titel in Ermangelung eigener männlicher Nachkommen auch an seinen Bruder James Fortescue (1725–1782) und dessen männliche Nachkommen vererbbar seien. Am 10. Februar 1777 wurde er zudem zum Earl of Clermont erhoben, ohne besondere Erbregelung. Alle genannten Titel gehörten zur Peerage of Ireland. Als der Earl am 30. September 1806 ohne Söhne starb, erloschen entsprechend der Earlstitel und die Baronie von 1770. Die Baronie und Viscountcy von 1776 fielen an seinen Neffen, den Sohn des James Fortescue, als 2. Viscount, und erloschen schließlich bei dessen Tod am 24. Juni 1829.
In dritter Verleihung wurde am 11. Februar 1852 in der Peerage of Ireland der Titel Baron Clermont, of Dromisken in the County of Louth, für den ehemaligen Unterhausabgeordneten Thomas Fortescue neu geschaffen, mit dem besonderen Zusatz, dass der Titel in Ermangelung eigener männlicher Nachkommen auch an seinen jüngeren Bruder Chichester Fortescue und dessen männliche Nachkommen vererbbar sei. Am 2. Mai 1866 wurde ihm auch der Titel Baron Clermont, of Clermont Park in the County of Louth, ohne besondere Erbregelung verliehen. Dieser Titel gehörte zur Peerage of the United Kingdom und war im Gegensatz zum irischen Titel mit einem Sitz im britischen House of Lords verbunden. Als der 1. Baron am 29. Juli 1887 kinderlos starb, erlosch die Baronie von 1866, die Baronie von 1852 fiel an seinen Bruder Chichester als 2. Baron. Dieser war bereits am 28. Februar 1874 in der Peerage of the United Kingdom zum Baron Carlingford, of Carlingford in the County of Louth, erhoben worden. Bei dessen kinderlosem Tod am 30. Januar 1898 erloschen beide Titel.

## Liste der Barone Clermont

### Barone Clermont, erste Verleihung (1770)
- William Fortescue, 1. Earl of Clermont, 1. Baron Clermont (1722–1806)

### Barone Clermont, zweite Verleihung (1776)
- William Fortescue, 1. Earl of Clermont, 1. Baron Clermont (1722–1806)
- William Fortescue, 2. Viscount Clermont, 2. Baron Clermont (1764–1829)

### Barone Clermont, dritte Verleihung (1852)
- Thomas Fortescue, 1. Baron Clermont (1815–1887)
- Chichester Parkinson-Fortescue, 1. Baron Carlingford, 2. Baron Clermont (1823–1898)

### Barone Clermont, vierte Verleihung (1866)
- Thomas Fortescue, 1. Baron Clermont (1815–1887)